# Fienstedt

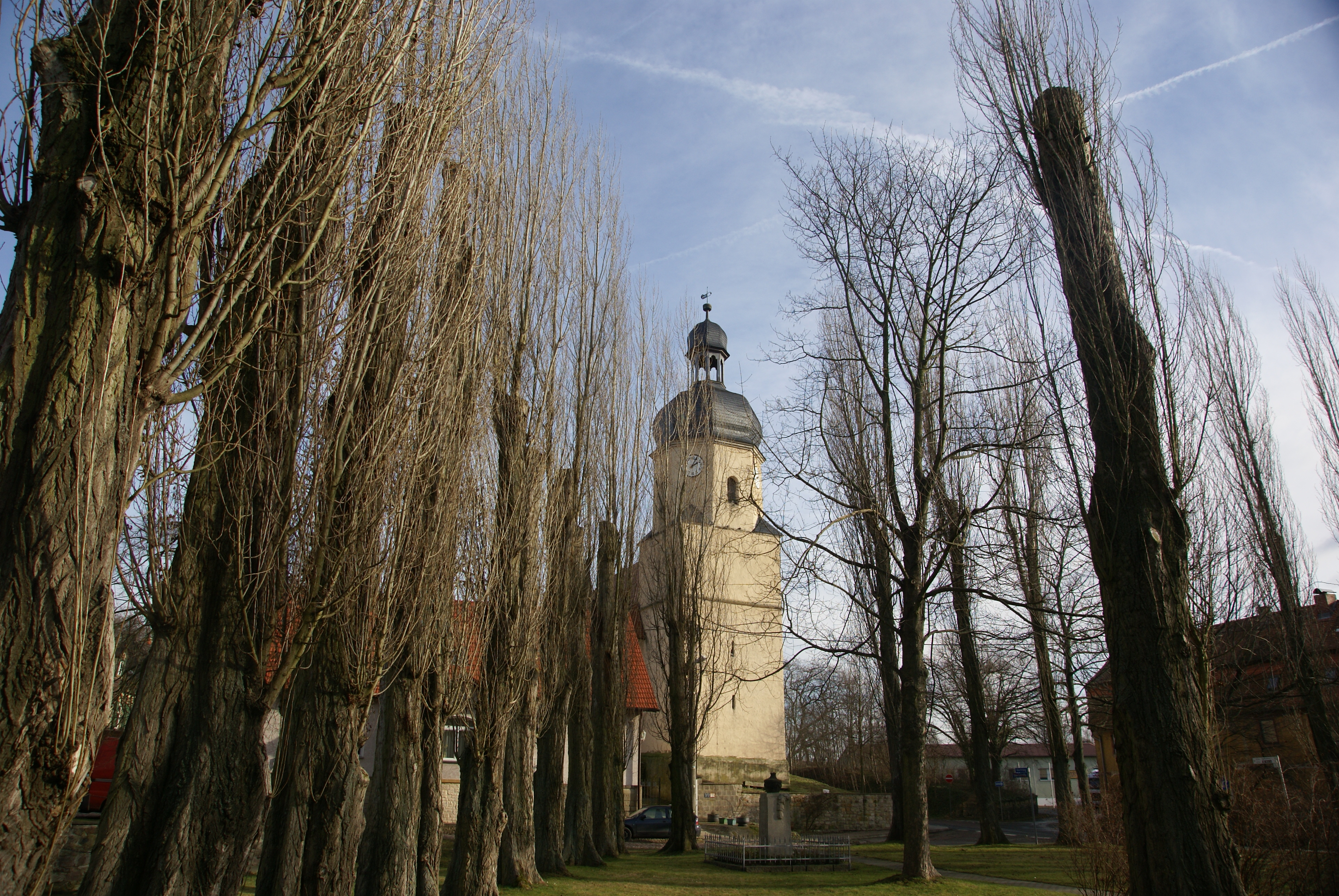
Die Dorfkirche von Fienstedt

Fienstedt ist eine Ortschaft der Einheitsgemeinde Salzatal im Saalekreis in Sachsen-Anhalt (Deutschland). Bis zur Neubildung der Einheitsgemeinde Salzatal am 1. Januar 2010 war Fienstedt eine selbständige Gemeinde in der Verwaltungsgemeinschaft Westlicher Saalkreis.

## Geografie
Fienstedt liegt ca. 10 km nordwestlich von Halle (Saale). Nordöstlich vom Dorf liegt an der Saale die Wüstung Weihe.

## Geschichte
Fienstedt wurde 1222 erstmals urkundlich erwähnt. Der Ort gehörte zur Herrschaft Friedeburg. Mit dem Verkauf der Herrschaft Friedeburg mit dem Burgbezirk Salzmünde an die Grafen von Mansfeld im Jahr 1422 kam Fienstedt zur Grafschaft Mansfeld. Es gehörte zum Oberamt Friedeburg im Distrikt Schraplau. Nach zwei Erbteilungen der Grafen von Mansfeld in den Jahren 1501 und 1563 gehörte Fienstedt zur Linie Mansfeld-Vorderort. Bis 1562 war Fienstedt ein Gerichtshauptort. Aufgrund der hohen Verschuldung der Mansfelder Grafen geriet ihr Herrschaftsgebiet im Jahr 1579 unter die Zwangsverwaltung des Erzstifts Magdeburg und des Kurfürstentums Sachsen. Dabei kam Fienstedt zum magdeburgischen Verwaltungsgebiet und damit bei der Teilung der Grafschaft 1738/80 zum Anteil des preußischen Herzogtums Magdeburg. Mit dem Frieden von Tilsit wurde der Ort Fienstedt im Jahr 1807 dem Königreich Westphalen angegliedert und dem Distrikt Halle im Departement der Saale zugeordnet. Er war Hauptort des Kantons Fienstedt. Nach der Niederlage Napoleons und dem Ende des Königreichs Westphalen befreiten die verbündeten Gegner Napoleons Anfang Oktober 1813 das Gebiet.
Bei der politischen Neuordnung nach dem Wiener Kongress 1815 wurde Fienstedt im Jahr 1816 dem Regierungsbezirk Merseburg der preußischen Provinz Sachsen angeschlossen und dem Mansfelder Seekreis angegliedert.
Im Zuge der ersten Kreisreform in der DDR wurde Fienstedt am 15. Juni 1950 in den Saalkreis umgegliedert. Mit der zweiten Kreisreform 1952 kam Fienstedt in den neu zugeschnittenen Saalkreis im Bezirk Halle, der 2007 im Saalekreis aufging. Bis zur Neubildung der Einheitsgemeinde Salzatal am 1. Januar 2010 war Fienstedt eine selbständige Gemeinde in der Verwaltungsgemeinschaft Westlicher Saalkreis. Letzter Bürgermeister Fienstedts war Uwe Thomas.

## Wappen
Blasonierung: „In Silber auf gewölbtem grünen Rasen eine grüne Linde, der Stamm ist beseitet von je einer hängenden roten Weintraube mit grünem Blatt.“

## Kultur und Sehenswürdigkeiten

### Bauwerke
Der Anger ist ein gewachsenes dörfliches Ensemble mit Bauten des 18. bis 20. Jahrhunderts, welche sich um einen pappelgesäumten Platz mit Teich gruppieren.
Neben schlichten Bauernhäusern finden sich die anspruchsvollen ehemaligen Gutshöfe der Familien Wentzel und Boltze mit Herrenhäuser und großen Stall- und Scheunenbauten.
Die Kirche St. Stephanus ist ein einschiffiger Bruchsteinbau mit dreiseitigem Ostabschluss und eingezogenem Westturm (um 1500) mit barocker Schweifhaube.

### Naturdenkmal
- Unter Naturschutz stehende 300-jährige Linde.

## Persönlichkeiten aus Fienstedt
- Elisabeth Susanna Zeidler (1657–1706), Dichterin
- Johann Gottfried Zeidler (1655–1711), Schriftsteller, Dichter
- Karl Heinrich Jördens (1757–1835), Literaturhistoriker